# 1642 års tiggareordning
1642 års tiggareordning var en svensk förordning om offentlig socialhjälp i Sverige. Den kom att gälla som grund för Sveriges fattigvård fram till 1847 års fattigvårdförordning. 
Den traditionella fattigvården på landsbygden under medeltiden var rotegång, medan katolska kyrkan organiserat helgeandshus i städerna, ett system som i stort sett behölls efter reformationen. 1642 års tiggareordning slog fast att ansvaret för de fattiga i första hand låg på de anhöriga, och i andra hand på den egna församlingen, som borde uppföra sjukstuga och fattigstuga för gamla och sjuka, och barnhus för de föräldralösa. I de fall sådana inte fanns, skulle de fattiga inhysas som rotehjon på socknens bekostnad, eller ges ett tiggartillstånd, som gällde enbart inom församlingen. I övrigt förbjöds alla former av tiggeri. 
En del kompletteringar och mindre förändringar infördes i efterhand, men i stort sett kom detta fattigvårdssystem att gälla i Sverige fram till 1847 års fattigvårdförordning.  